# 漢諾-穆西伊夫卡
47°58′53″N 34°13′24″E / 47.98139°N 34.22333°E
漢諾-穆西伊夫卡（烏克蘭語：Ганно-Мусіївка），2016年前名為切爾沃諾阿爾米伊斯凱（烏克蘭語：Червоноармійське），是位於烏克蘭中部的村莊，由第聶伯羅彼得羅夫斯克州裡第聶伯羅區的新波克羅夫卡市鎮負責管轄。該村處於巴扎夫盧克河左岸，分別距離羅茲坦尼亞2公里和洛什卡里夫卡2.5公里，海拔高度88米，2001年人口270。